# St. Michael (Unterreithen)

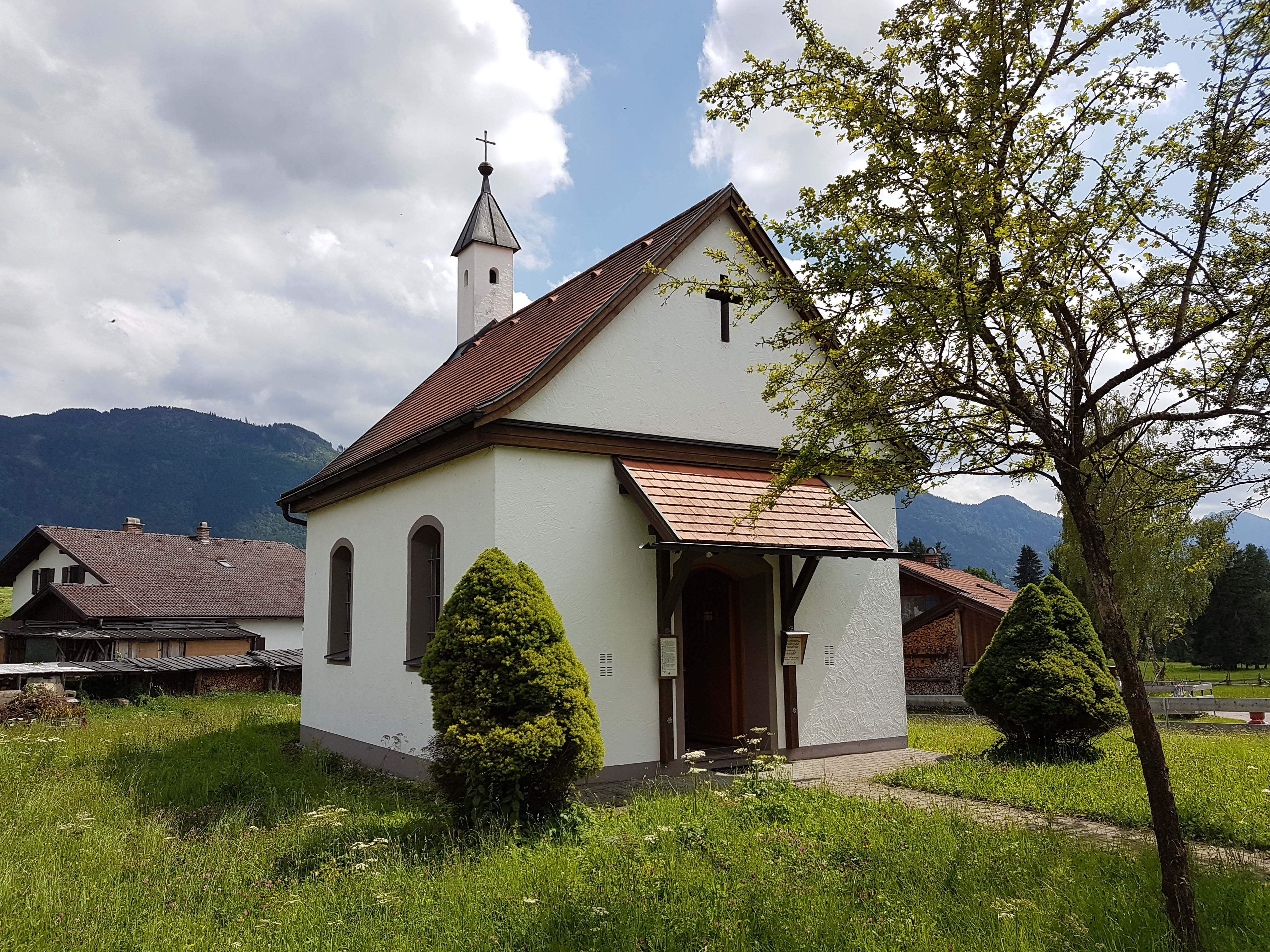
St. Michael in Unterreithen

St. Michael ist die römisch-katholische Dorfkapelle von Unterreithen in der bayerisch-schwäbischen Gemeinde Halblech. Das heutige Gebäude ist ein Neubau aus den 1980er Jahren nach Vorbild der Vorgängerkapelle von 1818.

## Lage
Die Kapelle steht im Zentrum von Unterreithen. Durch das Dorf verläuft die alte Straße nach Steingaden, die auch Pilgerweg zur Wieskirche war. Die Kapelle hat die Adresse Unterreithen 14.

## Geschichte
Eine mindestens seit 1751 existierende Kapelle in Unterreithen wurde 1803 abgerissen. 1818 wurde eine neue Kapelle gebaut, in der mindestens dreimal im Jahr Gottesdienste stattfanden. Nachdem die Kapelle in den 1980er Jahren baufällig und nicht mehr zu renovieren war, wurde sie von 1984 bis 1986 weitgehend nach Vorbild der Vorgängerkapelle neu errichtet. Die Kirchweihe nahm am 19. Oktober 1986 Pfarrer Peter Mayr vor.
Heute ist die Kapelle im Besitz der Gemeinde Halblech und gehört zur Pfarrei St. Andreas in Trauchgau, die Teil der Pfarreiengemeinschaft am Forggensee im Dekanat Marktoberdorf des Bistums Augsburg ist. Regelmäßige Gottesdienste werden nicht mehr abgehalten. In der Bayerischen Denkmalliste ist das Gebäude mit seiner historischen Ausstattung als Baudenkmal aufgelistet, wenngleich als Erbauungsjahr das der Vorgängerkapelle von 1818 angegeben wird.

## Architektur
Die Kapelle hat einen eingezogenen, halbrunden Chor und eine Flachdecke. Sie ist von einem Satteldach bedeckt, auf dem auf der Chorseite ein rechteckiger Dachreiter mit Pyramidendach sitzt. Das Kapellenschiff und der Chor haben rundbogige Fenster.

## Ausstattung

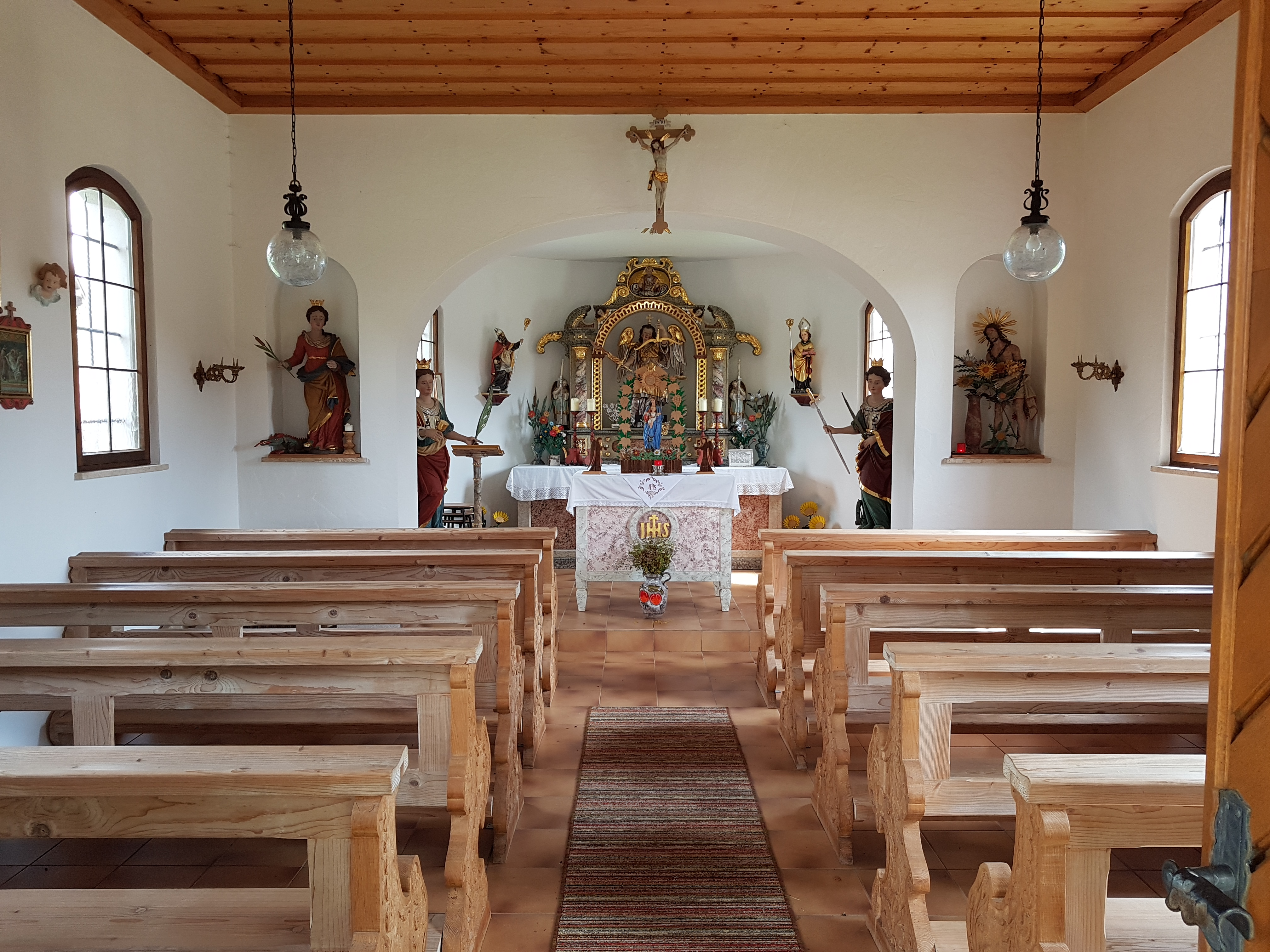
Innenansicht

Der Altaraufsatz (um 1700) hat zwei Säulen und eine klassizistische Mittelnische, in der eine Figur des hl. Michael (18. Jh.) steht. Die Figuren des hl. Ulrich und des hl. Urban an den Altarseiten sind moderne Kopien (21. Jh.). Drei große Heiligenfiguren (Ende 17. Jh.) stellen die heiligen drei Madl dar: im Chorraum die hl. Barbara und die hl. Katharina, in einer Nische neben dem Chorbogen die hl. Margareta. In einer Nische auf der anderen Seite des Chorbogens ist eine barocke Figur des gegeißelten Wiesheilands.